# Canale di Warren
Il canale di Warren (Warren Channel) si trova nell'Arcipelago di Alessandro Arcipelago Alexander) nell'Alaska sud-orientale (Stati Uniti d'America).

## Etimologia
Il canale è stato nominato da Joseph Whidbey durante una spedizione guidata dal capitano George Vancouver (1757 - 1798), ufficiale della Royal Navy. Il nome è dato in onore di Sir John Borlase Warren (1753 - 1822) ammiraglio, diplomatico e politico della Royal Navy Britannica.

## Geografia
Il canale collega a nord lo stretto di Sumner (Sumner Strait) con la baia di Iphigenia (Iphigenia Bay) a sud e divide l'isola di Warren (Warren Island) dall'isola di Kosciusko (Kosciusko Island).

### Isole del canale
Nel canale sono presenti le seguenti principali isole:
- Isola di Whale Head (Whale Head Island)[4] 55°51′46″N 133°40′49″W - L'isola, con una elevazione di 53 metri, è posizionata sul prolungamento meridionale dell'isola di Kosciusko (Kosciusko Island) e divide la baia di Iphigenia (Iphigenia Bay) dallo stretto di Davidson (Davidson Inlet).

Nel canale inoltre sono presenti le seguenti formazioni rocciose:
- Quartz Rock[5] 55°53′50″N 133°47′05″W - La scogliera si trova 3,7 chilometri ad est dell'isola di Warren (Warren Island).
- Black Rock[6] 55°52′24″N 133°45′54″W - La scogliera, lunga 160 metri, si trova nel mezzo del canale tra l'isola di Warren (Warren Island) e l'isola di Whale Head (Whale Head).
- Whale Rock[7] 55°50′39″N 133°41′17″W - La scogliera si trova a sud dell'isola di Whale Head (Whale Head).

### Insenature e altre masse d'acqua
Nel canale sono presenti le seguenti principali aree marine:
- Isola di Warren (Warren Island):
  - baia di False (False Cove)[8] 55°53′55″N 133°51′01″W - La baia è ampia 1,1 chilometri;
  - baia di Warren (Warren Cove)[9] 55°52′41″N 133°51′18″W;
- Isola di Kosciusko (Kosciusko Island):
  - baia di Pole Anchorage (Pole Anchorage)[10] 55°57′36″N 133°48′37″W - La baia si trova all'entrata settentrionale del canale
  - baia di Halibut (Halibut Harbor)[11] 55°55′09″N 133°46′35″W - La baia si trova a sud del canale.
  - baia di Survey (Survey Cove)[12] 55°54′51″N 133°43′56″W - La baia si trova a sud del canale.
  - stretto di Straw (Straw Pass)[13] 55°53′38″N 133°42′40″W - Collega il canale con lo stretto di Davidson (Davidson Inlet).
  - stretto di Cosmos (Cosmos Pass)[14] 55°53′36″N 133°42′17″W - Collega il canale con lo stretto di Davidson (Davidson Inlet).
  - stretto di Fake (Fake Pass)[15] 55°52′40″N 133°41′17″W  - Collega il canale con lo stretto di Davidson (Davidson Inlet).

### Promontori del canale
Nel cnale sono presenti i seguenti promontori:
- Promontorio di Whale (Whale Head)[16] 55°51′15″N 133°40′59″W - Il promontorio, con una elevazione di 102 metri, si trova all'estremo sud dell'isola di Whale Head (Whale Head Island).

### Fiumi
Nel canale si riversa il seguente fiume:
- Fiume Survey (Survey Creek)[17] 55°55′40″N 133°43′36″W - Il fiume sfocia nella baia di Survey (Survey Bay).